# 高橋邦太郎

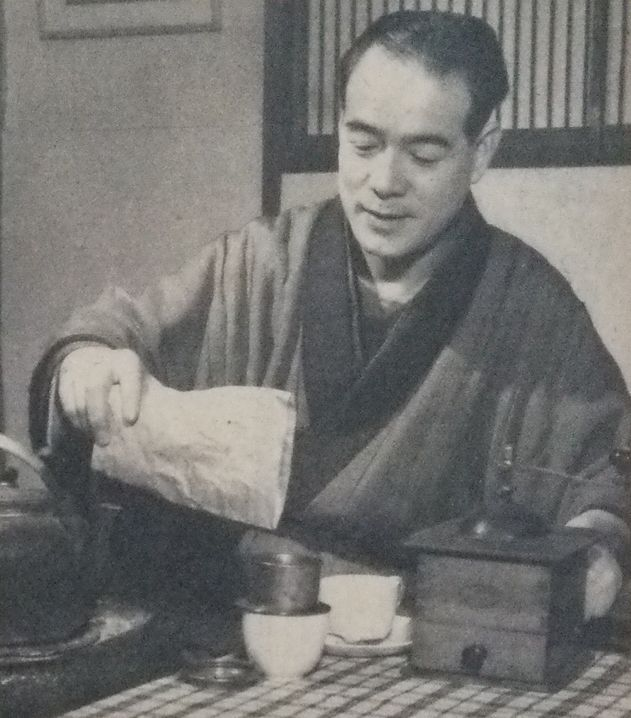
1951年

高橋 邦太郎（たかはし くにたろう、1898年9月5日 - 1984年2月25日）は、翻訳家、比較文学・日仏文化交流研究者。NHK職員でもあった。

## 経歴
東京生まれ。東京外国語学校仏語科及び東京帝國大學仏文科卒業後、1933年、アナウンサーとして当時社団法人だったNHKに入局。戦前のNHKは軍の宣伝機関であったということもあり、今日のような分業制ではなく、アナウンサーである一方で記者としても活動していた。
一時期は文芸部に在籍し、1939年に企画、演出した連続物語『宮本武蔵』は「絶大な人気を得た」という。
戦後は報道専業となり、フランス語を生かしてサイゴン（現在のホーチミン市）支局長などを務め、退職した。
東京帝大在学時からフランス文学の翻訳を行い、その後もフランス大衆小説などを翻訳。NHK退職後は上智大学講師を経て共立女子大学教授、日仏文化交流史の研究家となった。在日フランス語教師で、画家ノエル・ヌエットとは深い交流があった。
長年寄稿していた「日本古書通信」に回顧談を連載開始間もなく没した。没後に高橋邦太郎賞が設けられた。

## 著書
- 『巴里のうわさ』（岡倉書房） 1937
- 『防諜読本』（富士出版社） 1940
- 『川船ものがたり』（東山書房、世界名作絵本） 1948
- 『リンカーンのあごひげ』（筑摩書房、中学生全集） 1951
- 『暮しの文化史』（ダヴィッド社） 1957
- 『欧米飛び双六』（青蛙房） 1959
- 『チョンマゲ大使海を行く 百年前の万国博』（人物往来社） 1967
- 『露店の古本屋』（日本古書通信社、古通豆本） 1971
- 『ふらんす語事始 仏学始祖村上英俊の人と思想』（富田仁、西堀昭共著、校倉書房） 1975
- 『パリのカフェテラスから』（柴田書店） 1976。三修社文庫 1984
- 『私のパリ案内』（主婦の友社） 1977
- 『お雇い外国人6 軍事』（鹿島出版会） 1979
- 『花のパリへ少年使節 慶応三年パリ万国博奮闘記』（三修社） 1979
- 『日仏の交流 友好三百八十年』（三修社） 1982
- 『書痴銘々伝』（日本古書通信社、古通豆本） 1983

## 翻訳
- 『千九百十四年降誕祭の夜』（ポオル・クロオデル、文泉社） 1921
- 『青春の夢 - グラジエラ』（ラマルチイヌ、新潮社） 1924
- 『強盗紳士アルセエヌ・リユパン』（モオリス・ルブラン、佐佐木茂索共訳、随筆社、モオリス・ルブラン全集 第1） 1924
- 『水晶の栓』（モオリス・ルブラン、佐佐木茂索共訳、随筆社、モオリス・ルブラン全集 第5） 1924
- 『黄金三角』（モオリス・ルブラン、佐佐木茂索共訳、随筆社、モオリス・ルブラン全集 第7-8） 1924
- 『狼』（ロマン・ロオラン、新潮社） 1925
- 『生れた家』（ジャック・コポオ、中央美術社） 1926
- 『椿姫』（デユマ・フイス、新潮社） 1928
- 『海の義賊 / ケエニクスマルク』（アルテュウル・ベルネエド / ピエエル・ブノア、改造社、世界大衆文学全集29） 1929
- 『ラ・バタイユ / 震天動地』（クロード・フアレエル / ルブラン、改造社、世界大衆文学全集） 1930
- 『肥満漢の歎き』（アンリイ・ベロオ、四六書院、新でかめろん叢書5） 1931
- 『商船テナシチイ : 三幕』（シャルル・ヴィルドラック、角川文庫） 1953
- 『希望号の冒険 原子時代の物語』（Les voyageurs de l'esperance、ジョルジュ・デュアメル、講談社、少年少女世界科学冒険全集5） 1956
- 『希望号の人々 原子時代の物語』（Les voyageurs de l'esperance、デュアメル、田付たつ子共訳、大日本雄弁会講談社、ミリオン・ブックス） 1956
- 『愛と死との戯れ』（Le Jeu de l'amour et de la mort、ロマン・ローラン、角川文庫） 1962
- 『ボードレール新詩集』（ボードレール、日本文芸社） 1967
- 『幕末日本図絵』（上・下）（エメェ・アンベール、雄松堂出版、新異国叢書 14・15) 1969 - 1970
  - 『続・絵で見る幕末日本』（講談社学術文庫） 2006

※ 文庫版『絵で見る幕末日本』は茂森唯士訳 2004